# George Augustus Constantine Phipps
George Augustus Constantine Phipps, 2º marqués de Normanby (23 de julio de 1819 al 3 de abril de 1890) fue un político británico.
Era el hijo de Constantino Henry Phipps, 1.er marqués de Normanby y se convirtió en marqués de Normanby en 1863 (antes de ser llamado conde de Mulgrave). Fue un político liberal que fue gobernador de Nueva Escocia (1858-1863), Queensland (1871-1874), Nueva Zelanda (1874-1879) y Victoria (1879-1884).